# Viola veronicifolia
Viola veronicifolia là một loài thực vật có hoa trong họ Hoa tím. Loài này được Planch. & Linden miêu tả khoa học đầu tiên năm 1862.